# (5880) 1992 MA
(5880) 1992 MA (1992 MA, 1976 OP, 1982 SB8, 1987 QO1, 1988 VF11) — астероїд головного поясу, відкритий 22 червня 1992 року.
Тіссеранів параметр щодо Юпітера — 3,208.